# Языки Африки (книга)
Языки Африки (англ. The Languages of Africa) — книга эссе, написанная в 1963 году Джозефом Гринбергом, в которой он излагает генетическую классификацию африканских языков, с некоторыми изменениями и которая продолжает наиболее часто использоваться в наши дни. Это расширенная и существенно переработанная версия его работы 1955 года Studies in African Linguistic Classification, которая была подборкой из 8 статей, которые Гринберг опубликовал в Southwestern Journal of Anthropology между 1949 и 1954 годами. Это была первая публикация в 1963 году как вторая часть International Journal of American Linguistics, Vol. 29, No. 1; однако, его второе издание 1966 года, в котором он был опубликован (Indiana University, Bloomington: Mouton & Co., The Hague) как самостоятельное произведение, наиболее часто цитируется.
Её автор описывает это как основанное на трёх фундаментальных методах:
- «Единственная уместность в сравнении подобий, включающих в себя и звук, и смысл в конкретных формах».
- «Массовое сравнение в отличие от изолированного сравнения между парами языков».
- «Только лингвистические доказательства релевантны в принятии решений о классификации».

Второй момент массового сравнения является спорным в истории лингвистики. Третий — совершенно бесспорный в современности и направлен против предыдущих африканских лингвистов (в частности, Карла Майнхофа), который классифицировал языки на типологической и даже расовой почве.